# Heterolocha sabulosa
Heterolocha sabulosa là một loài bướm đêm trong họ Geometridae.